# Austeucharis implexa
Austeucharis implexa är en stekelart som först beskrevs av Walker 1862.  Austeucharis implexa ingår i släktet Austeucharis och familjen Eucharitidae. Inga underarter finns listade.